# Paracirrhites
Genre
Paracirrhites  est un genre de poissons de la famille des cirrhitidés (appelés poissons-faucons ou éperviers).

## Liste d'espèces
Selon FishBase et World Register of Marine Species (20 avril 2014):
- Paracirrhites arcatus (Cuvier in Cuvier & Valenciennes, 1829)
- Paracirrhites bicolor Randall, 1963
- Paracirrhites forsteri (Schneider in Bloch & Schneider, 1801)
- Paracirrhites hemistictus (Günther, 1874)
- Paracirrhites nisus Randall, 1963
- Paracirrhites xanthus Randall, 1963

À cette liste ITIS (20 avril 2014) ajoute une 8e espèce :
- Paracirrhites amblycephalus (Bleeker, 1857)

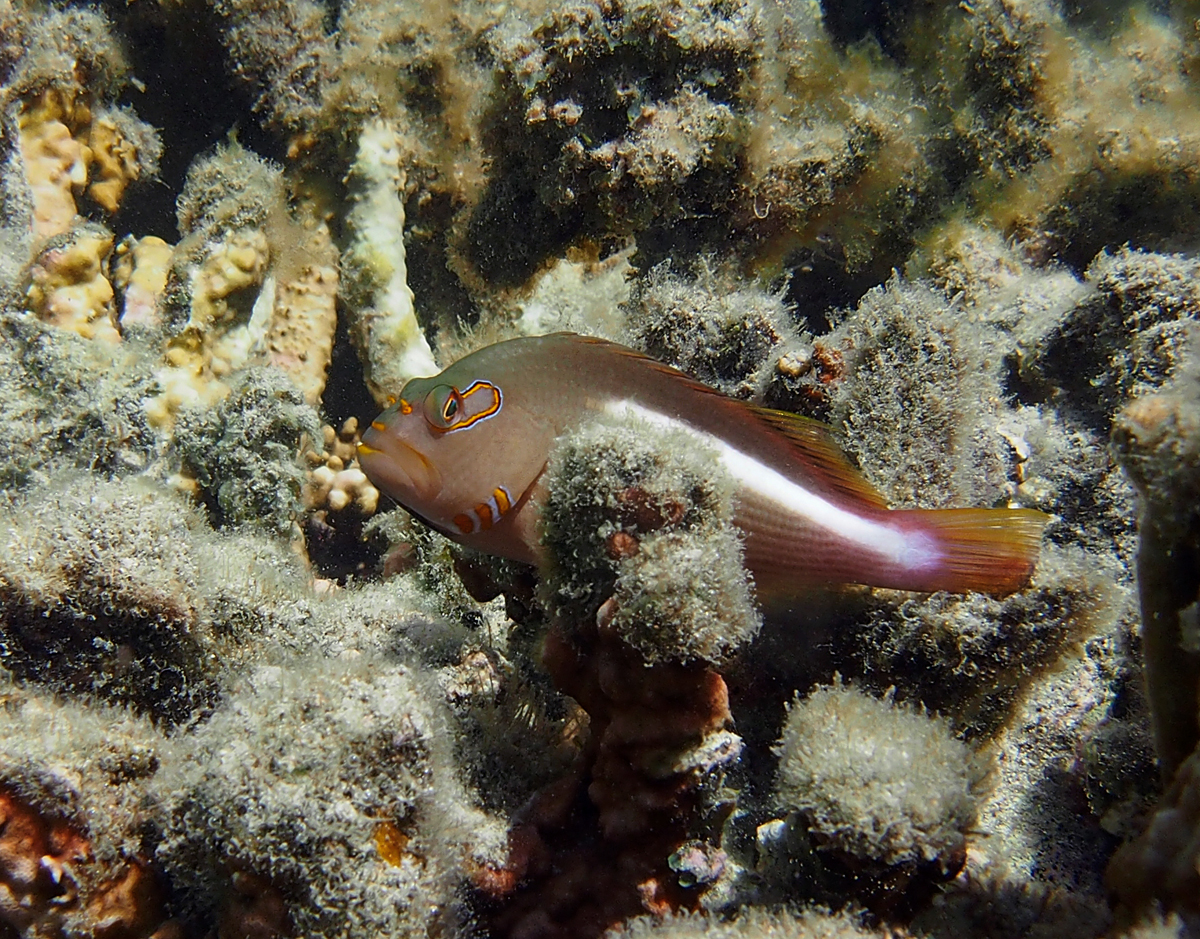
Paracirrhites arcatus
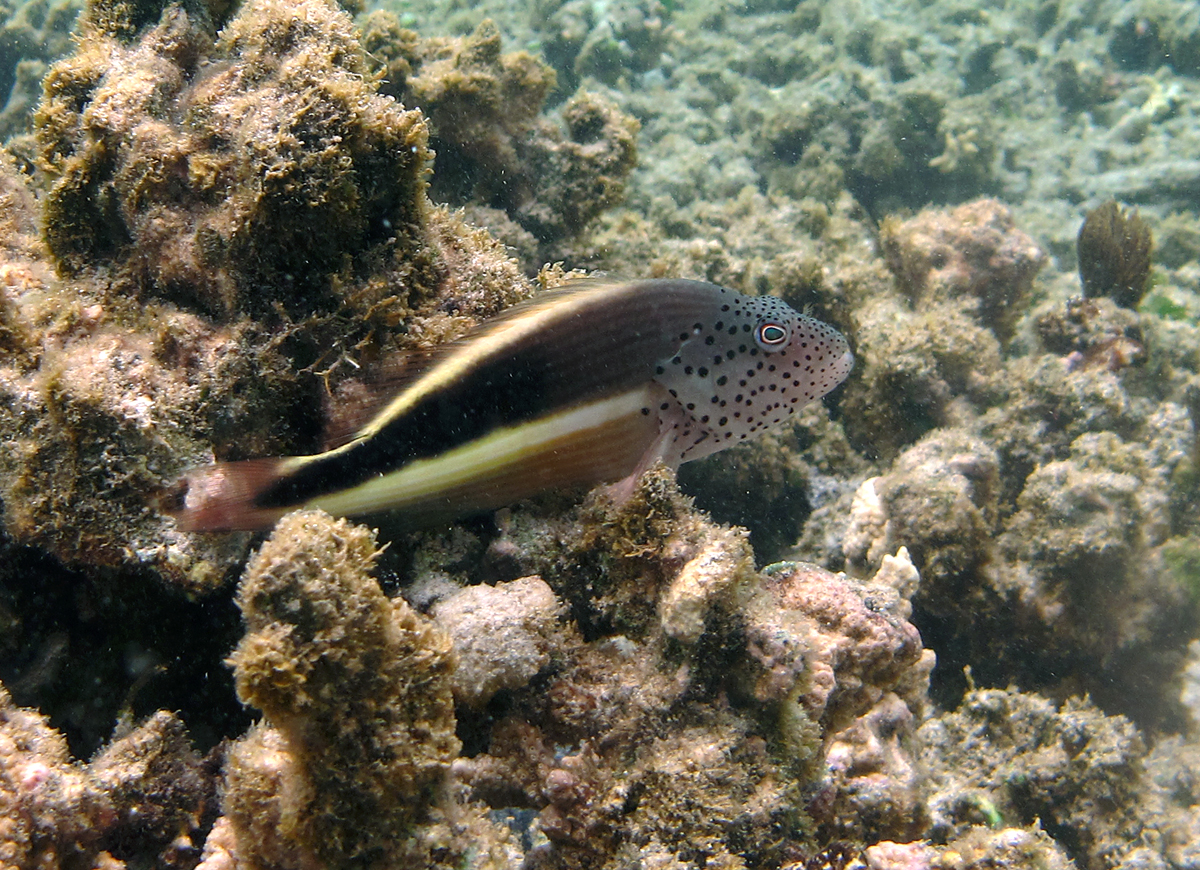
Paracirrhites forsteri